# بيل مامادو
بيل مامادو (بالإنجليزية: Bill Mamadou)‏ هو لاعب كرة قدم سنغافوري في مركز الوسط، ولد في 8 سبتمبر 2001. لعب مع نادي هوم يونايتد.